# 有界

上が有界集合、下が非有界集合を模式的に表したもの。ただし、下のほうは枠を超えて右方へ延々と続くものとする。

数学において集合が有界（ゆうかい、英: bounded）である、または有界集合（ゆうかいしゅうごう、bounded set）であるとは、ある種の「差渡しの大きさ」に関する有限性をそれが持つときにいう。有界でない集合は非有界（ひゆうかい、unbounded）であるという。

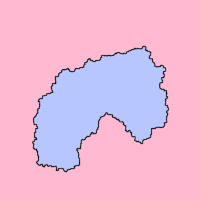
単純閉曲線はそれを境界として平面 R^{2} を有界（内側）および非有界（外側）な二つの領域に分ける。

## 定義

### 順序集合の有界性
順序集合 (X, ≤) とその空でない部分集合 A を考える。X の元 L が、A の任意の元 a について a ≤ L を満たすとき、L を A の上界 (upper bound) といい、上界を持つ A は上に有界であるまたは「上から抑えられる」(bounded [from] above) という。また X の元 l が、A の任意の元 a について l ≤ a を満たすならば、l を A の下界 (lower bound) といい、下界を持つ A は下に有界である、または「下から押さえられる」(bounded [from] below) という。
上に有界かつ下に有界な集合は単に有界であるという。
順序集合 (X, ≤) が半順序 ≤ に関して最大元および最小元を持つならば、この半順序は有界順序 (bounded order) である、または X は有界順序集合 (bounded poset) であるという。有界順序を持つ順序集合 X に対し、部分集合 S に順序を制限した (S, ≤) は必ずしも有界順序にはならない。

### 距離空間の有界性
距離空間 (M, d) の部分集合 S が有界であるとは、S が有限な半径を持つ球で覆えることをいう。すなわち、M の元 x と正数 r > 0 で、任意の S の元 s に対して d (x, s) < r となるようなものが存在するとき、S は有界であるという。
M がそれ自身を M の部分集合とみて有界であるとき、d を有界距離函数 (bounded metric) といい、M を有界距離空間 (bounded metric space) と呼ぶ。
ここでSが空集合でないときは中心xをSの元に選ぶとしても同値である。
また同値な特徴付としてSの直径 diam S := sup{d(x, y) | x, y ∈ S} が有限というものがある。

## 例と性質
- 実数からなる開区間 (a, b) や閉区間 [a, b] は（通常の実数の大小関係に関する）順序集合としても（通常のユークリッド距離に関する）距離空間としても有界である。
- 実数からなる集合（実数全体の成す集合 R の部分集合）が有界ならば、それを含む有界区間が存在する。
- 一般に、Rn に大小関係の直積順序と通常のユークリッド距離を入れて考えるとき、Rn の部分集合 S がこの順序に関して有界となることとこの距離に関して有界となることとは等価である。
- 実数全体 R は有界ではない（アルキメデス性）。
- R の空でない有界集合は上限（最小上界）と下限（最大下界）を持つ。
- ユークリッド空間 Rn の有界集合は全有界である。とくにRn の有界集合はそれが閉集合ならばコンパクトである。一般に完備距離空間の全有界部分集合はコンパクトになる。